# Воинова, Татьяна Николаевна
Татья́на Никола́евна Во́инова (25 июля 1938, Кильмезь, Кировская область — 15 февраля 1985, Киров) — заслуженный мастер спорта СССР по парашютному спорту (1968). Абсолютная чемпионка мира (1968); обладательница 20 рекордов мира.

## Биография
Родилась в селе Кильмезь, районном центре Кировской области. Её мама, Вера Андреевна Четырбок, по образованию геолог, была педагогом — учителем, директором школы, инспектором районного отдела народного образования.
После окончания в 1954 году школы и поступила в Свердловский медицинский институт, где проучилась только один семестр. Спустя год поступила в Кировский авиационный техникум. В 1958 году начала заниматься в Кировском авиаклубе, куда записалась в парашютный кружок. 23 марта того же года совершила свой первый прыжок с самолёта По-2. По окончании техникум работала техником-испытателем в ОТК Завода имени XX партсъезда.
В 1961 году по итогам зональных соревнований в Ижевске, заняв первое место, была рекомендована в сборную СССР. Воинова увольняется с производства в распоряжение Центрального аэроклуба СССР им. Чкалова на должность инструктора-парашютиста. В том же году на XI первенстве страны по парашютизму во Владимире получила золотую, серебряную и бронзовую медали за призовые места по упражнениям. Первыми международными соревнованиями для спортсменки стали товарищеская встреча парашютистов СССР и КНР (заняла первое место в общем зачёте по многоборью) и соревнования 6 стран в чехословацком Млада-Болеславе (вновь победа). К 1962 году Татьяна получает звание мастера спорта СССР, участвует в установке мирового рекорда в групповом дневном женском прыжке на точность, достигает отметки в 600 выполненных прыжков, становится чемпионкой СССР II степени по точности приземления. В начале 1962 года участвовала в отборе в первый женский отряд космонавтов, но не смогла пройти медицинское обследование из-за небольших шумов в сердце.
В 1964 году пришёл первый успех мирового уровня — второе место в одном из упражнений на VII чемпионате мира по парашютному спорта в городе Лойткирх-им-Алльгой (ФРГ). Спустя два года на VIII чемпионате мира в Лейпциге (ГДР) советская женская сборная выиграла командное первенство, а Воинова стала лучшей в третьем упражнении — прыжках с высоты 2000 метров с задержкой раскрытия парашюта до 30 секунд с выполнением комплекса фигур в свободном падении.
В 1965 году одной из первых в стране (и первой среди уроженцев Кировской области) Воинова получила звание «Мастер спорта СССР международного класса». 11 августа 1967 года на аэродроме в Тушино она совершила двухтысячный прыжок, в ходе которого прямо в воздухе получила цветы от Валентины Селиверстовой (первая в мире женщины, совершившей 2000 прыжков с парашютом).
В 1968 году на IX чемпионате мира в австрийском Граце стала абсолютной чемпионкой мира по многоборью в сумме упражнений. Была удостоена звания «Заслуженный мастер спорта СССР». В том же году на сборах в Киеве получила сложный осколочный перелом пяточной кости. Вопреки рекомендациям врачей приняла участие ещё в одном чемпионате СССР — в 1969 году в Рязани, где стала абсолютной чемпионкой страны, после чего закончила спортивную карьеру. Всего совершила 2693 прыжков.
Является неоднократной чемпионкой и рекордсменкой мира и СССР по акробатическим прыжкам, прыжкам на точность приземления, обладательницей 36 золотых, 13 серебряных, 6 бронзовых медалей. Татьяне Николаевне принадлежат 20 мировых рекордов.
В 1969 году Воинова вернулась в Киров, где после окончания заочного отделения Кировского политехнического института работала инженером-конструктором отдела механизации и автоматизации завода имени XX партсъезда. Покончила с собой 15 февраля 1985 года (отравление карбофосом). Похоронена на Филейском кладбище города Кирова, на её надгробии высечено «От парашютистов Советского Союза».

## Память
В Кирове именем Татьяны Воиновой названа улица в Большой Субботихе, в районе расположения аэроклуба, и улица в посёлке Кильмезь.